# 村上満宏
村上 満宏（むらかみ みちひろ）は、愛知県弁護士会所属の日本の弁護士。中央大学法学部卒。

## 人物
光市母子殺害事件において被告人（事件当時は18歳少年・2012年に死刑確定 / 少年死刑囚）の弁護を安田好弘・足立修一、岩井信ら20人の弁護士とともに担当。同事件は最高裁判所第三小法廷が2006年6月20日の上告審判決で「本件において死刑の選択を回避するに足りる特に酌量すべき事情があるかどうかにつき更に慎重な審理を尽くさせるため」として一・二審の無期懲役判決を破棄して審理を広島高等裁判所へ差し戻しており、差戻後に改めて開かれた控訴審の弁護団員となる。しかし、その弁護戦術があまりにも被害者や遺族を愚弄したとしてマスメディアや世論から多くの批判を受け、懲戒請求が所属弁護士会に殺到する事態もみられた。結局、同事件では2008年に死刑判決が言い渡され、被告人側が上告したが、2012年の上告審判決で被告人側の上告が棄却されたため死刑が確定した。
光市母子殺害事件について、大阪弁護士会・愛知県弁護士会の会員などを対象とした報告集会において、詳細な報告を行った。
大阪弁護士会「光市母子殺害事件弁護団緊急報告集会」（2007年8月6日）
愛知県弁護士会「光市母子殺害事件弁護団報告集会」（2007年9月3日）

## 主な担当事件
- 大阪・愛知・岐阜連続リンチ殺人事件（1994年に発生） - 控訴審・名古屋高等裁判所（2005年に死刑判決）にて被告人1人（事件当時は19歳少年・2011年に死刑確定 / 少年死刑囚）の弁護を担当し[2]、上告審でも纐纈和義・湯原裕子とともに同被告人の弁護を担当[3]。また上告中には「木曽川事件」の被害者遺族に対し、自身が弁護していた被告人への面会を勧め、両者の交流を実現させていた[4]。
- 光市母子殺害事件（1999年に発生） - 差し戻し控訴審（2007年 - 2008年・広島高裁）で安田・足立らとともに弁護団を結成
- 碧南市パチンコ店長夫婦殺害事件（1998年に発生） - 第一審・名古屋地方裁判所（2015年・裁判員裁判）で神谷明文（主任弁護人）・水野紀孝とともに被告人・堀慶末（公判当時、闇サイト殺人事件で無期懲役刑が確定し服役中 / 2019年に死刑確定）の弁護を担当[5]。